# Llave francesa

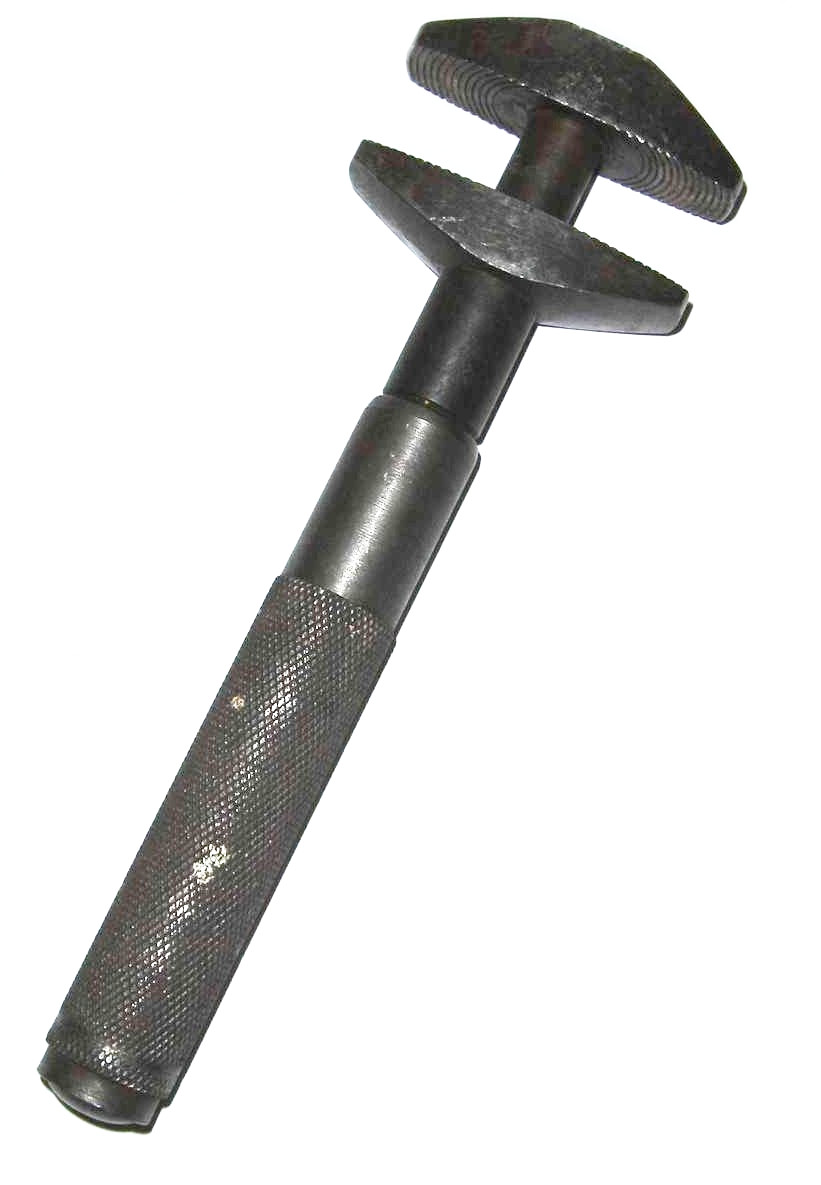
Llave francesa

Una llave francesa es una llave ajustable en forma de T con doble garganta, cuyo mecanismo se ajusta mediante un mango giratorio. Se comercializó en el siglo XIX y principios del siglo XX, pero fue sustituida, poco a poco, por la llave inglesa más ligera y más pequeña.

## Origen del término
En algunas lenguas (ruso, ucraniano, etc..) se atribuye al ingeniero francés Le Roy-Tribeau, que recibió una patente para el diseño en 1837. En los países de habla alemana, la llave es también conocida como Franzose, en Polonia -como llave francesa .

## Simbolismo

Señal de tráfico rusa con llave francesa

La imagen de la llaves francesa está presente en la señal de tráfico que significa «mantenimiento de coches».

## Tipos de llaves similares
Una llave similar es la llamada llave Ford (en alemán: Engländer), que tiene una forma ligeramente diferente, es la modificación americana que en vez de un mango giratorio utiliza un tornillo bajo la mordaza inferior. En los países de habla inglesa se conoce como monkey wrench.
Aparte de compararla con llave Ford a veces se la confunde con la llave Stillson, ya que también tiene un mango, a diferencia de la llave Johansson, que tiene dos brazos para cogerla y hacer palanca.